# خليج إمسوان
خليج إمسوان هو خليج يقع بجماعة إمسوان ضمن تراب عمالة أڭادير إداوتنان، بجهة سوس ماسة على الساحل الأطلسي الغربي للمغرب. يتميز هذا الخليج بأكبر حاجز كاسر للأمواج في المغرب، بالإضافة إلى شاطئ رملي وقرية سياحية تسمى رأس الكاتدرائية، كما يتوفر الخليج على ميناء للصيد التقليدي.

## السياحة
يعتبر خليج جماعة إمساون من أشهر المناطق التي تمارس فيها رياضة ركوب الأمواج من طرف المغاربة والأجانب في المغرب، نظرا لأمواجه العالية، حيث أصبحت هذه الرياضة تشكل هوية المنطقة وجزءا من ثقافة سكانها اللذين يستقبلون السياح في مطاعمهم وأنديتهم، حيث تتوفر المنطقة على العديد من الفنادق ودور الضيافة وأندية ركوب الأمواج والمحلات التجارية ومحلات تأجير معدات ركوب الأمواج والمطاعم، خاصة منها المتخصصة في السمك المشوي. توفر المنطقة أيضا مشاهدا بانورامية بفضل أجرافها البحرية. 

## معرض الصور

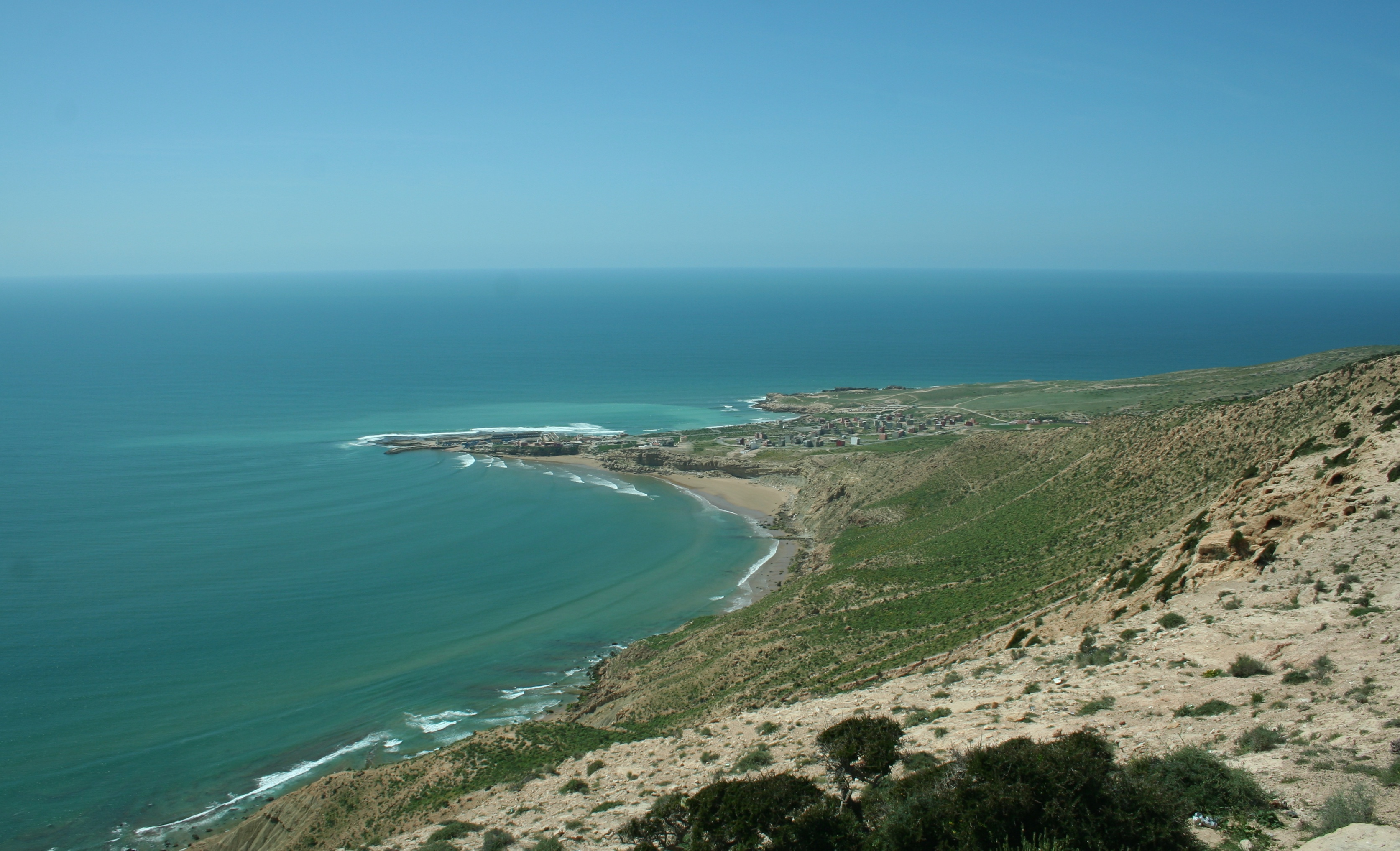
الخليج من سفح الجبل
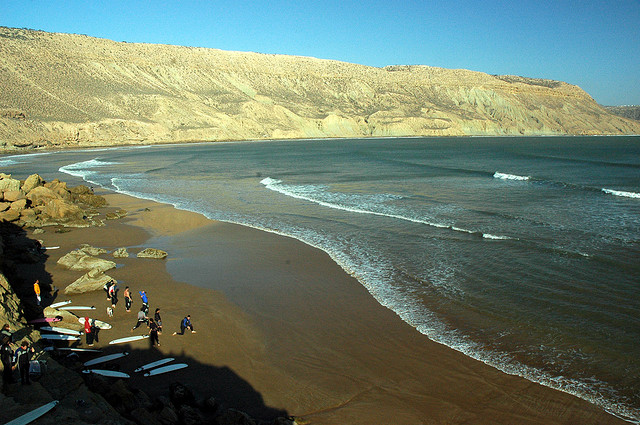
شاطئ الخليج
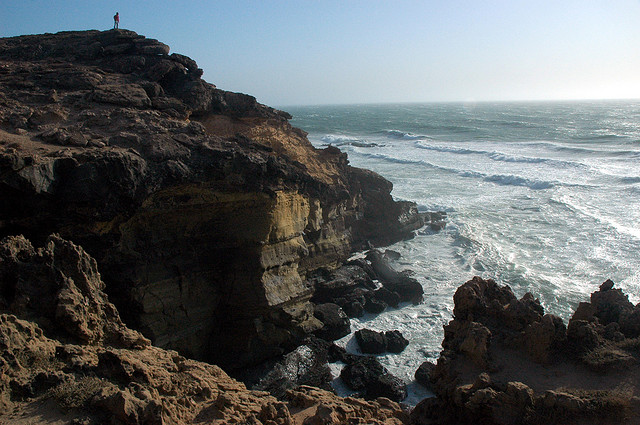
صخور في الجزء الشمالي من الخليج
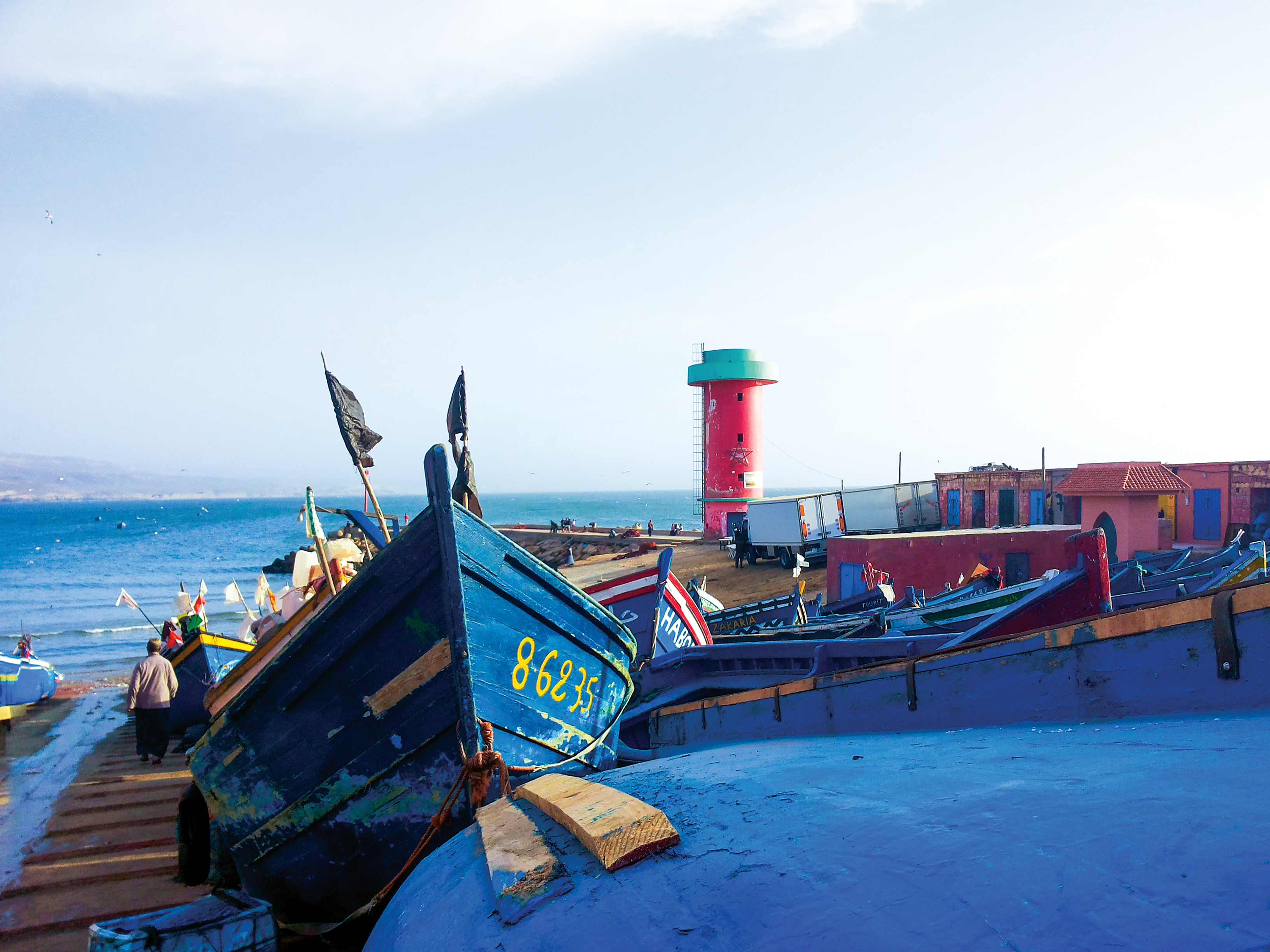
القوارب التقليدية في الميناء الصغير
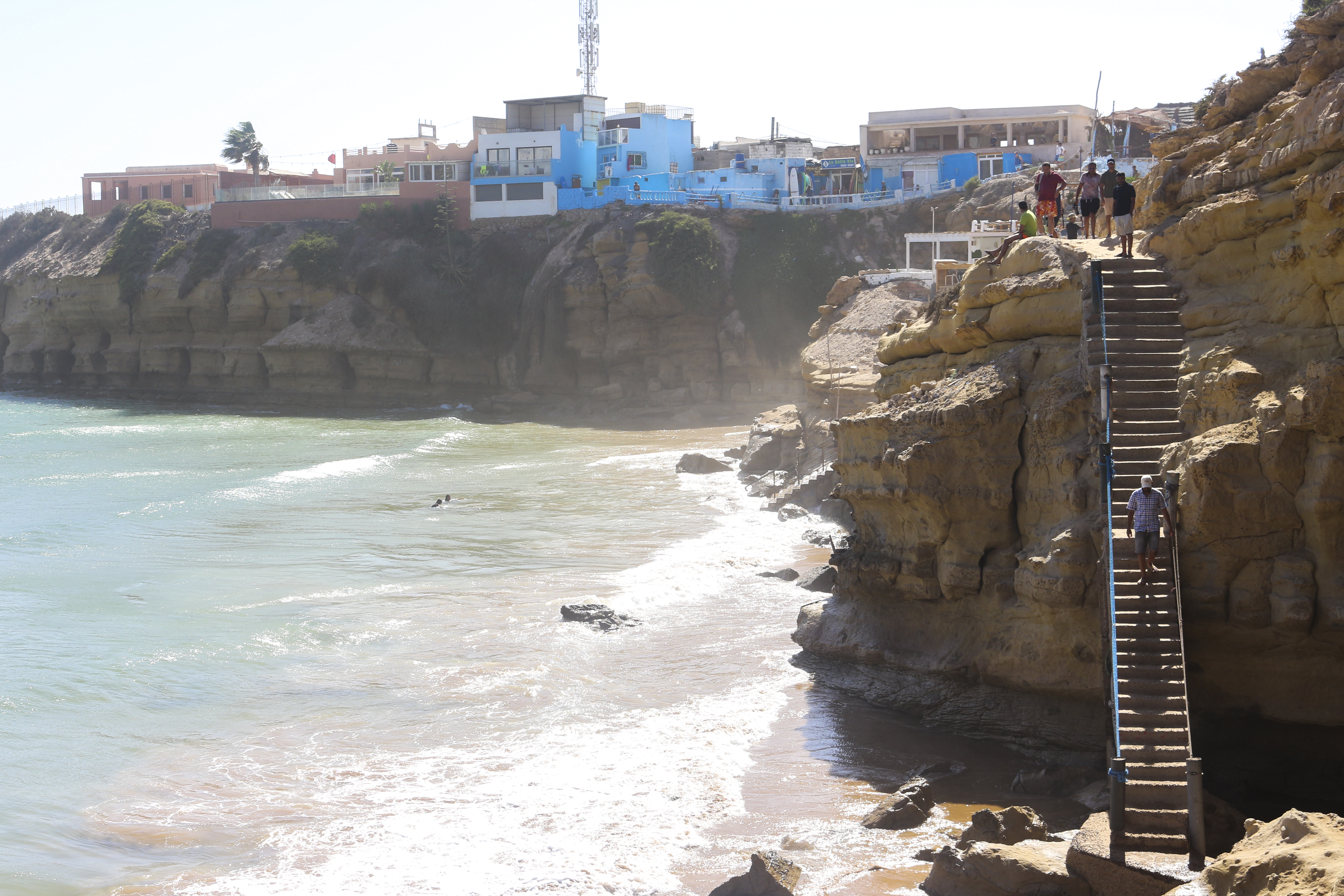
قرية إمسوان
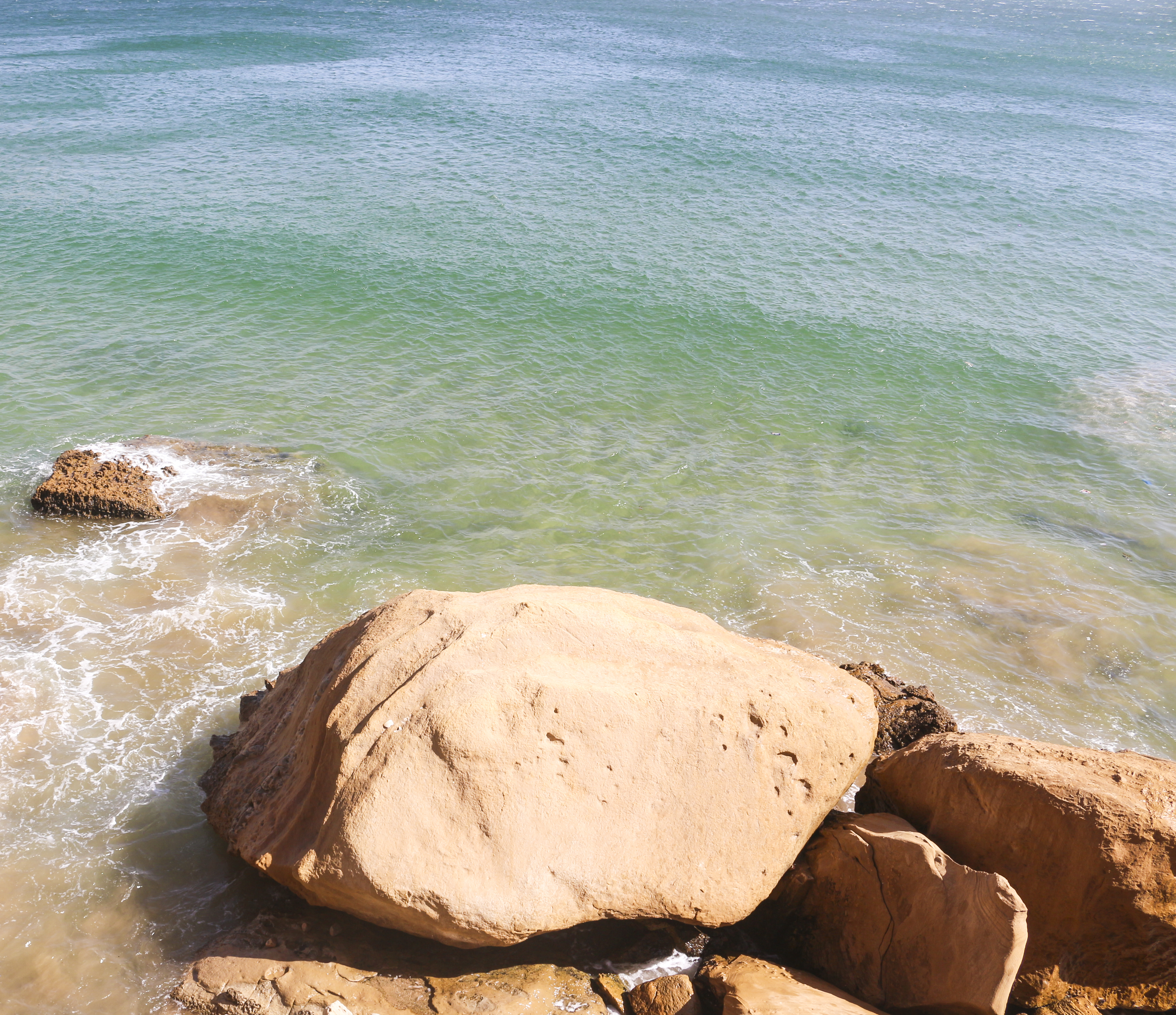
مياه الخليج
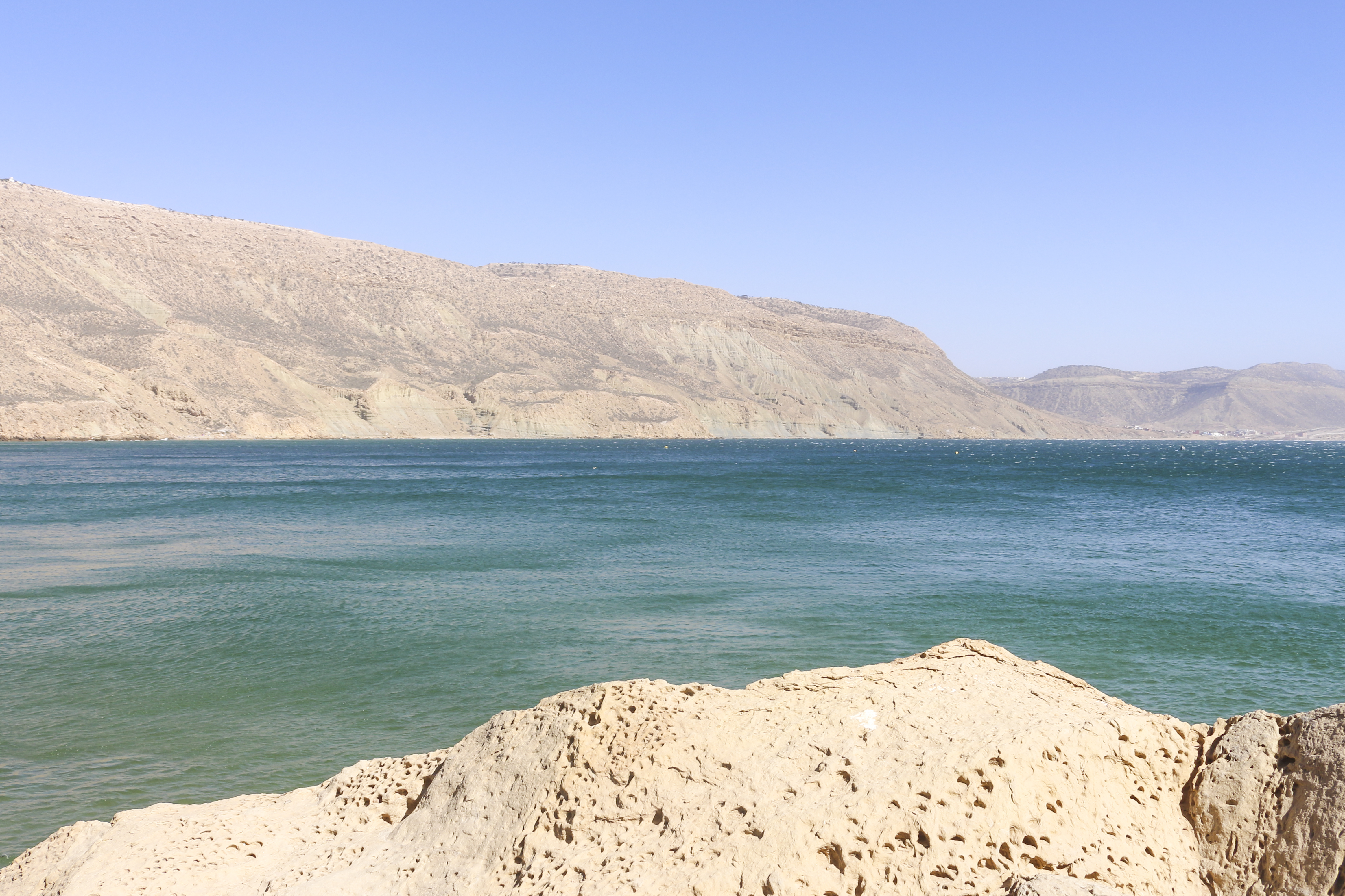
ضفتي خليج إمسوان
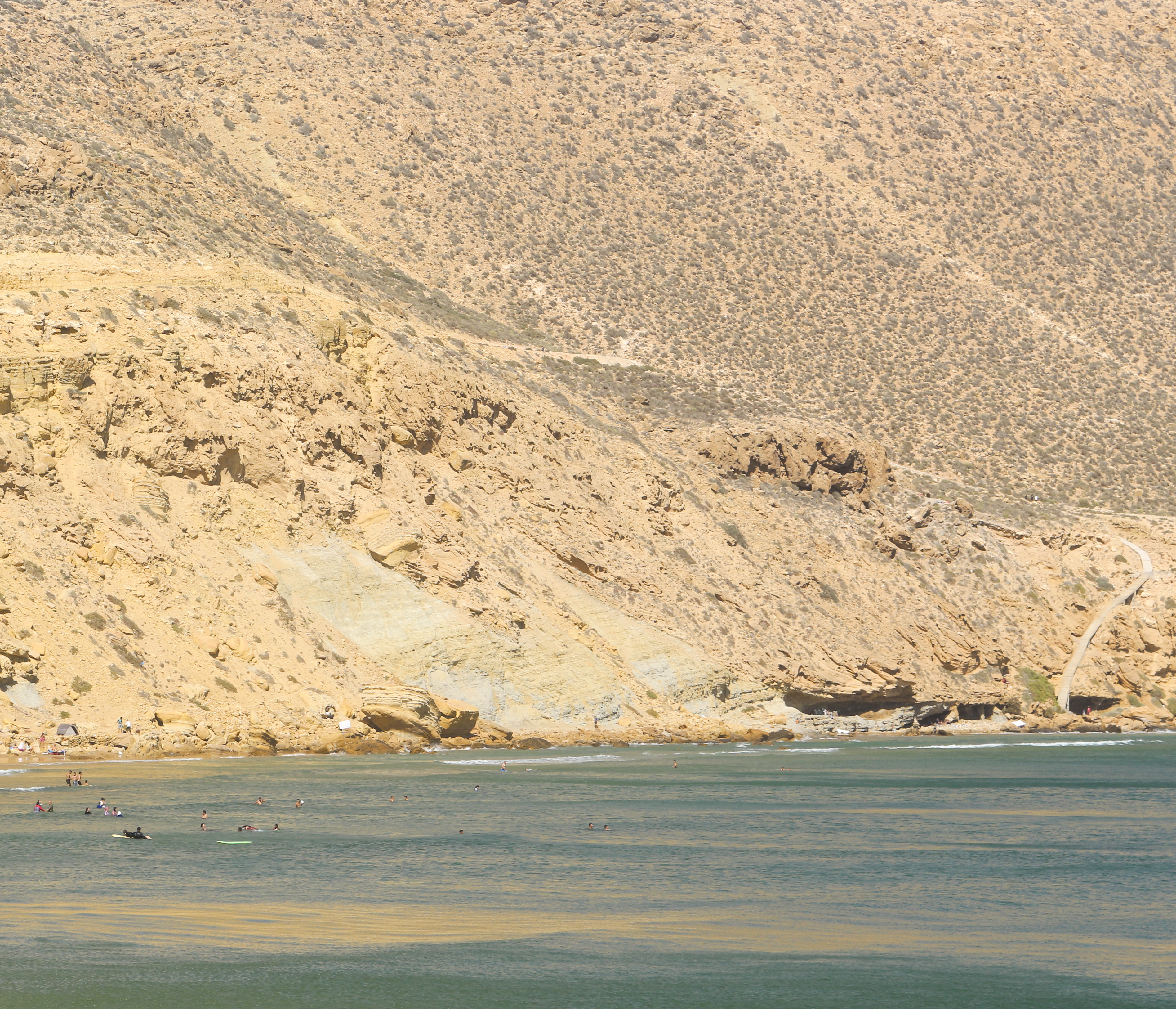
الجرف البحري للخليج
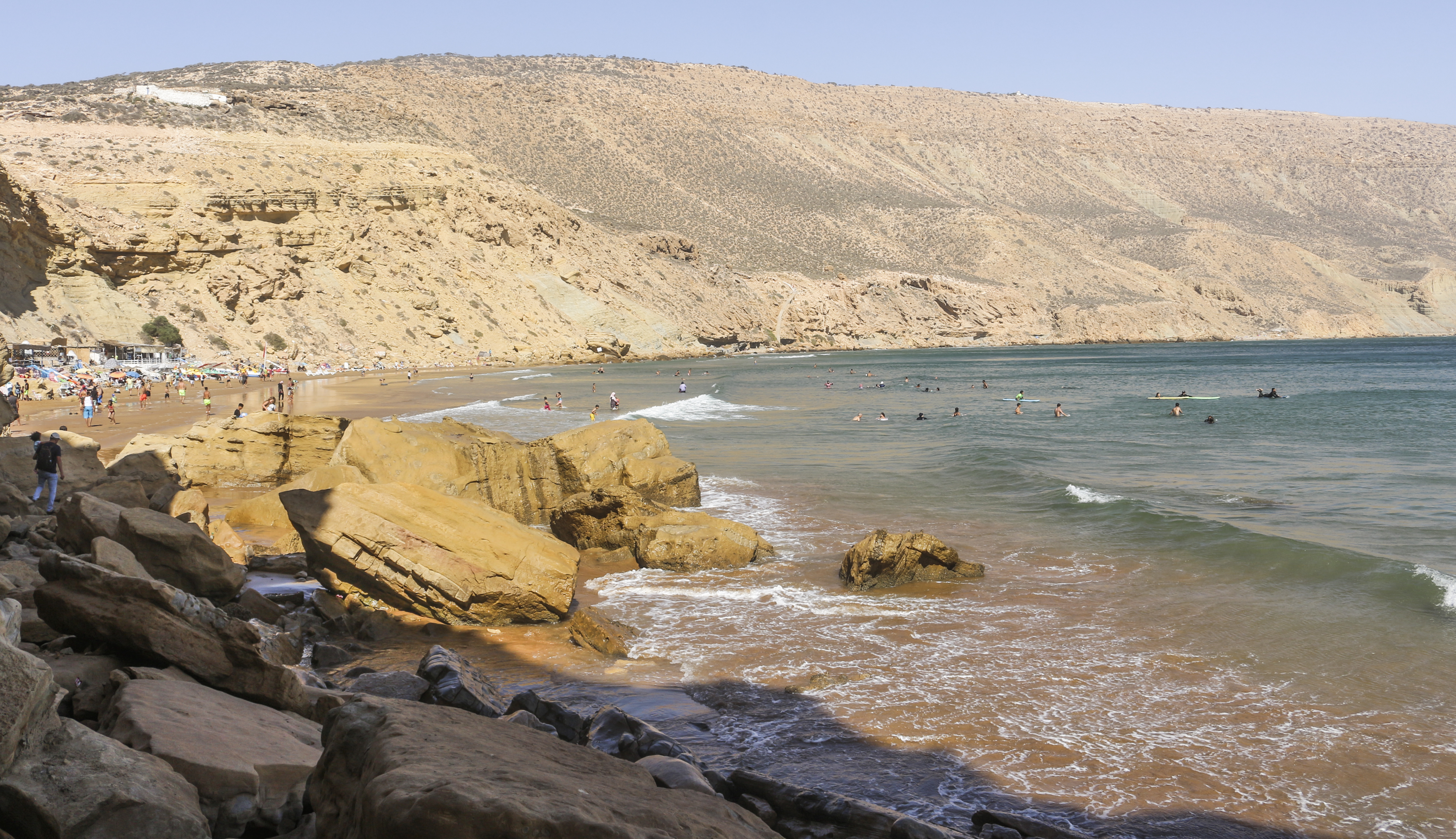
شاطئ امسوان
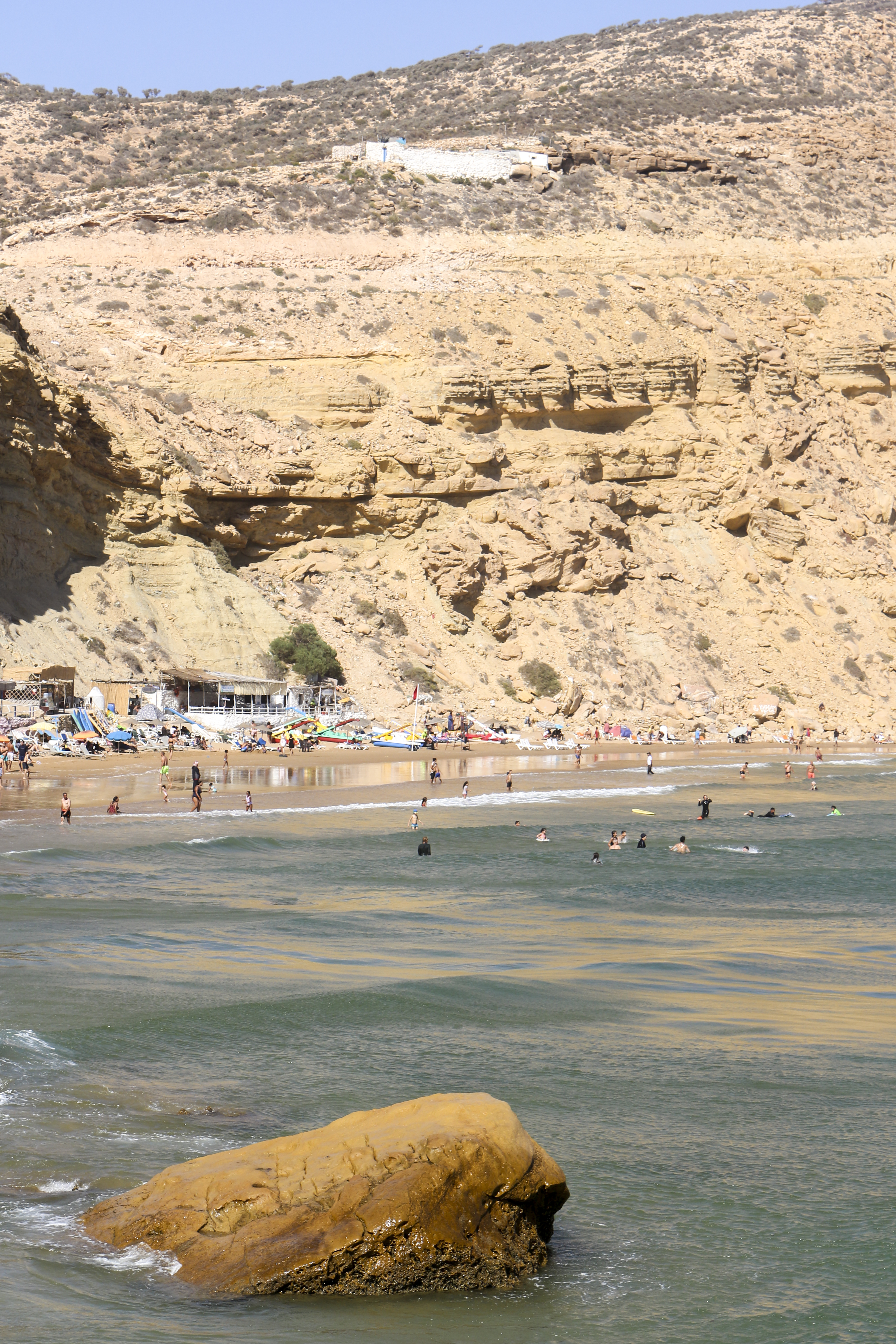
الجرف البحري لخليج امسوان